# Каза Чиркондаријале (Кунео)
Каза Чиркондаријале је насеље у Италији у округу Кунео, региону Пијемонт.
Према процени из 2011. у насељу је живело 71 становника. Насеље се налази на надморској висини од 169 м.